# Bonne Citoyenne
La Bonne Citoyenne est une corvette de 20 canons construite pour la marine française en 1794. Elle est capturée par la Royal Navy en 1796 et y est admise en service sous le nom de HMS Bonne Citoyenne.